# 191910 Elizawilliams
191910 Elizawilliams este o planetă minoră (asteroid), cu un diametru de 4,839 km, din centura de asteroizi. A fost descoperită pe 11 martie 2005 la Mount Lemmon⁠(d) de Mount Lemmon Survey⁠(d) și a fost numită după Elizabeth Langdon Williams⁠(d). 
Obiectul prezintă o orbită caracterizată de o semiaxă mare de 3,1585552154477 UAi, o excentricitate de 0,20830461243058, o înclinație de 4,6868288813139 ° în raport cu ecliptica.